# Lanuvia octoguttata
Lanuvia octoguttata är en insektsart som beskrevs av Ronald Gordon Fennah 1950. Lanuvia octoguttata ingår i släktet Lanuvia och familjen vedstritar. Inga underarter finns listade i Catalogue of Life.